# Дорошенко Катерина Петрівна
Катери́на Петрі́вна Дороше́нко (нар. 11 (24) грудня 1908, с. Чалбаси Чалбаської волості Дніпровського повіту Таврійської губернії, нині Виноградове Олешківського району Херсонської області — пом. 3 серпня 1985, Київ) — українська мовознавиця і літературознавиця, багаторічна директорка Національного музею Тараса Шевченка.

## Життєпис
1931 — закінчила Херсонський інститут народної освіти. Викладала українську мову в Херсоні та Вінниці.
1938 року вступила до аспірантури Інституту мовознавства АН УРСР (науковий керівник — академік А. Кримський). 1941 року склала кандидатські іспити.
Була учасницею Другої світової війни, нагороджена медаллю.
З 1944 року була поновлена в аспірантурі. 1946 року захистила кандидатську дисертацію.
1944—1951 — директор Літературно-меморіального будинку-музею Тараса Шевченка у Києві.
1951—1979 — директор Державного музею Тараса Шевченка. 1951 року водночас — тимчасово виконувачка ообов'язків директора Будинку-музею Тараса Шевченка.
Водночас від 1946 року  — старший науковий співробітник Інституту мовознавства АН УРСР, кандидат філологічних наук. В Інституті працювала до 1964 року.
Автор праць, редактор низки колективних видань, редактор кількох путівників по Музею Т. Г. Шевченка.

## Праці
- 1940 — Із спостережень над лексикою творів Т. Г. Шевченка[4]
- 1948 — Будинок-музей Т. Г. Шевченка в Києві[5]
- 1950 — Т. Г. Шевченко — борець за свободу та єдність слов'янських народів[6]
- 1951 — Мова і стиль повісті «Fata morgana» М. Коцюбинського
- 1953 — Т. Г. Шевченко в критиці (редактор)
- 1958 — Т. Г. Шевченко і слов'яни
- 1958 — Біографія Т. Г. Шевченка за спогадами сучасників (редактор)
- 1960 — Т. Г. Шевченко: Життя і творчість
- 1964 — Словник мови Шевченка (участь в підготовці)
- 1965 — Слово про великого Кобзаря